# Günther Ziegler
Günther Ziegler (Dittelbrunn, 18 de enero de 1933-Schweinfurt, 19 de diciembre de 2013) fue un ciclista alemán, profesional desde  1957 hasta 1964. Combinó tanto el ciclismo en pista como en ruta. Participó en los Juegos Olímpicos de Melboure de 1956.

## Palmarés en pista
- 1955

 Campeón de Alemania amateur en Velocidad
- 1959

 en el Campeonato Europeo de Ómnium masculino
- 1961

 en el Campeonato Europeo de madison masculina (con Sigi Renz)
- 1961

1º en los Seis días de Essen (con Hans Jaroscewicz)
- 1961

 Campeón de Alemania en Velocidad

## Palmarés en ruta
- 1952

 Campeón de Alemania amateur en contrarreloj por equipos
- 1953

 Campeón de Alemania amateur en contrarreloj por equipos
- 1954

 Campeón de Alemania amateur en contrarreloj por equipos
- 1955

 Campeón de Alemania amateur en contrarreloj por equipos
- 1956

 Campeón de Alemania amateur en contrarreloj por equipos